# Sakalavakoua
Sakalavakoua (Coua coquereli) är en fågel i familjen gökar inom ordningen gökfåglar.

## Utseende och läte
Sakalavakoua är en långstjärtad och långbent gök. Den har gråbrun ovansida och rostfärgad buk med blå bar hud kring ögat. Liknande jättekouan är mycket större och har även skära inslag i ansiktet. Rödhättad koua är jämnstor, men sakalavakouan skiljer sig genom kortare stjärt och ben och rostrött på buken. Vanligaste lätet är ett högljutt "kwaaa" följt av tre till fyra "kwe".

## Utbredning och systematik
Fågeln förekommer på västra Madagaskar. Den behandlas som monotypisk, det vill säga att den inte delas in i några underarter.

## Levnadssätt
Sakalavakouan hittas i torr lövskog. Där håller den till på marken. Den är rätt skygg och promenererar snabbt iväg vid minsta störning.

## Status
Trots det begränsade utbredningsområdet och att den tros minska i antal anses beståndet vara livskraftigt av internationella naturvårdsunionen IUCN. 

## Namn
Dess vetenskapliga namn är en hyllning till franske kirurgen, naturforskaren, entomologen Jean Charles Coquerel (1822-1867) som besökte Madagaskar 1847. Fram tills nyligen kallades den coquerelkoua, Coquerels coua eller Coquerels koua även på svenska, men justerades 2022 till ett enklare och mer informativt namn av BirdLife Sveriges taxonomikommitté. Sakalavafolket är ett ursprungsfolk på västra Madagaskar.